# Euplectella nobilis
Euplectella nobilis is een sponssoort in de taxonomische indeling van de glassponzen (Hexactinellida). De spons leeft diep in zee. Het skelet van de spons bestaat uit spicula van kiezel.
De spons behoort tot het geslacht Euplectella en behoort tot de familie Euplectellidae. De wetenschappelijke naam van de soort werd voor het eerst geldig gepubliceerd in 1904 door Schulze.